# أوسامو آبي
أوسامو آبي (باليابانية: 安部収) هو مجدف ياباني، (ولد في 11 أغسطس 1913  م).

## وصلات خارجية
- أوسامو آبي على موقع الاتحاد الدولي للتجديف (الإنجليزية)
- أوسامو آبي على موقع اللجنة الأولمبية الدولية (الإنجليزية)
- أوسامو آبي على موقع أوليمبيديا (الإنجليزية)